# أليكس جي. تايلر
أليكس جي. تايلر هو محامي وسياسي ليبيري، ولد في 15 ديسمبر 1963 في Klay District ‏ في ليبيريا. نشط حزبياً في Unity Party (Liberia) ‏. وقد انتخب عضو مجلس نواب ليبيريا ‏.